# Caldicot
Caldicot (kymriska: Cil-y-coed) är en ort och community i Storbritannien.   Den ligger i kommunen Monmouthshire och riksdelen Wales, i den södra delen av landet, 180 km väster om huvudstaden London. 
Tätorten (built-up area) benämns officiellt Cil-y-coed även på engelska. Communityn Caldicot omfattar den västra delen av tätorten Cil-y-coed samt omgivande landsbygd. Tätorten omfattar även den centrala delen av Portskewett community. Vid folkräkningen 2011 hade tätorten 11 200 invånare.